# Neolioxantho
Neolioxantho is een geslacht van kreeftachtigen uit de klasse van de Malacostraca (hogere kreeftachtigen).

## Soorten
- Neolioxantho asterodactylus Garth & Kim, 1983
- Neolioxantho latifrons (Rathbun, 1911)